# Center for Human-Compatible Artificial Intelligence
Le Center for Human-Compatible Artificial Intelligence (CHAI, Centre pour des intelligences artificielles compatibles avec l'humain) est un centre de recherche américain, situé dans l'université de Californie à Berkeley, qui se concentre sur la sûreté des intelligences artificielles. Le centre a été fondé en 2016 par un groupe d'universitaires dirigé par Stuart J. Russell,. Russell est connu pour avoir coécrit le célèbre manuel d'intelligence artificielle Artificial Intelligence: A Modern Approach.
En 2016, l'Open Philanthropy Project a accordé à CHAI un soutien de 5 555 550 $ sur cinq ans. CHAI a depuis reçu des subventions supplémentaires de l'Open Philanthropy Project de plus de 12 000 000 $,.

## Recherche
Une des principales approches de CHAI consiste à rendre les intelligences artificielles capables de déduire les valeurs humaines à partir de l'observation du comportement humain (apprentissage par renforcement inverse). Stuart Russel a détaillé cette piste de solution au problème de l'alignement dans le livre Human Compatible: Artificial Intelligence and the Problem of Control. Il a également travaillé sur la modélisation de l'interaction homme-machine dans des scénarios où les machines intelligentes ont un bouton d'arrêt qu'elles sont capables de déjouer.